# Carrières-sur-Seine
Pour les articles homonymes, voir Carrières et Seine (homonymie).
Ne doit pas être confondu avec Carrières-sous-Poissy.

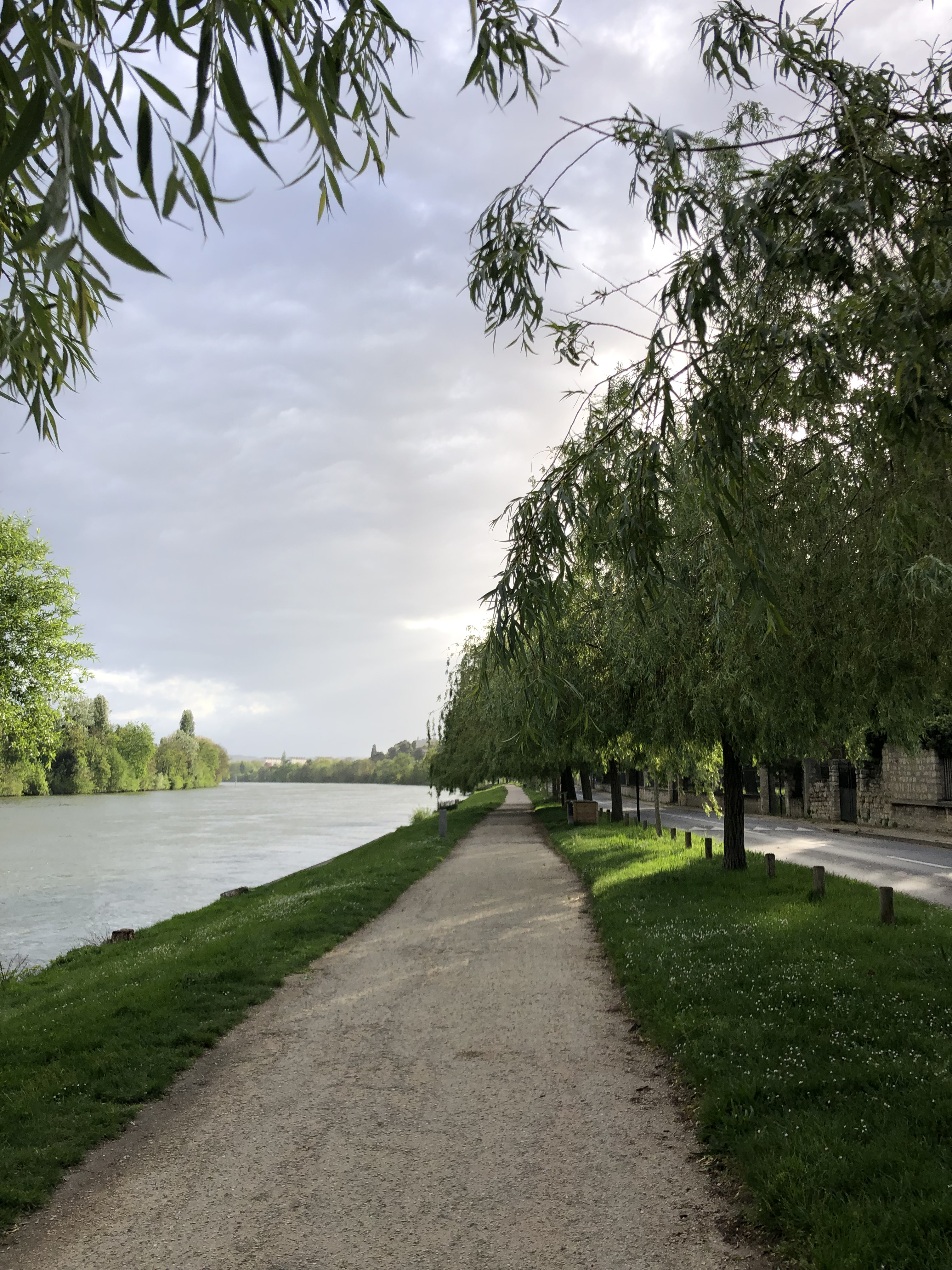
Bords de la Seine.

Carrières-sur-Seine est une commune du département des Yvelines, dans la région Île-de-France, située à six kilomètres environ de Paris et limitrophe de Chatou. La commune a été le centre d'une forte activité d'extraction de pierres jusqu'au milieu du XXe siècle, d'où son nom.

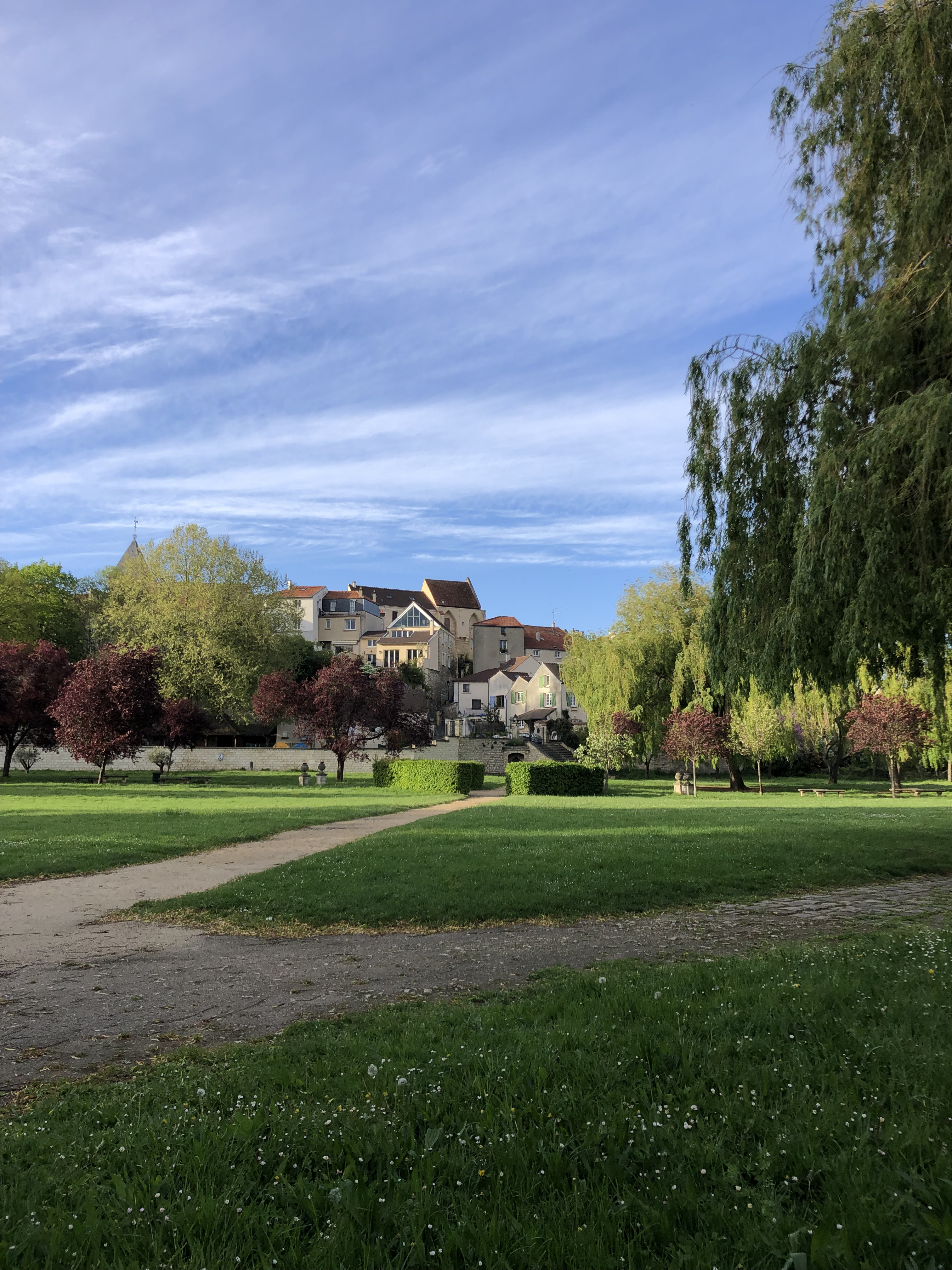
Parc de la Mairie de Carrières-Sur-Seine.

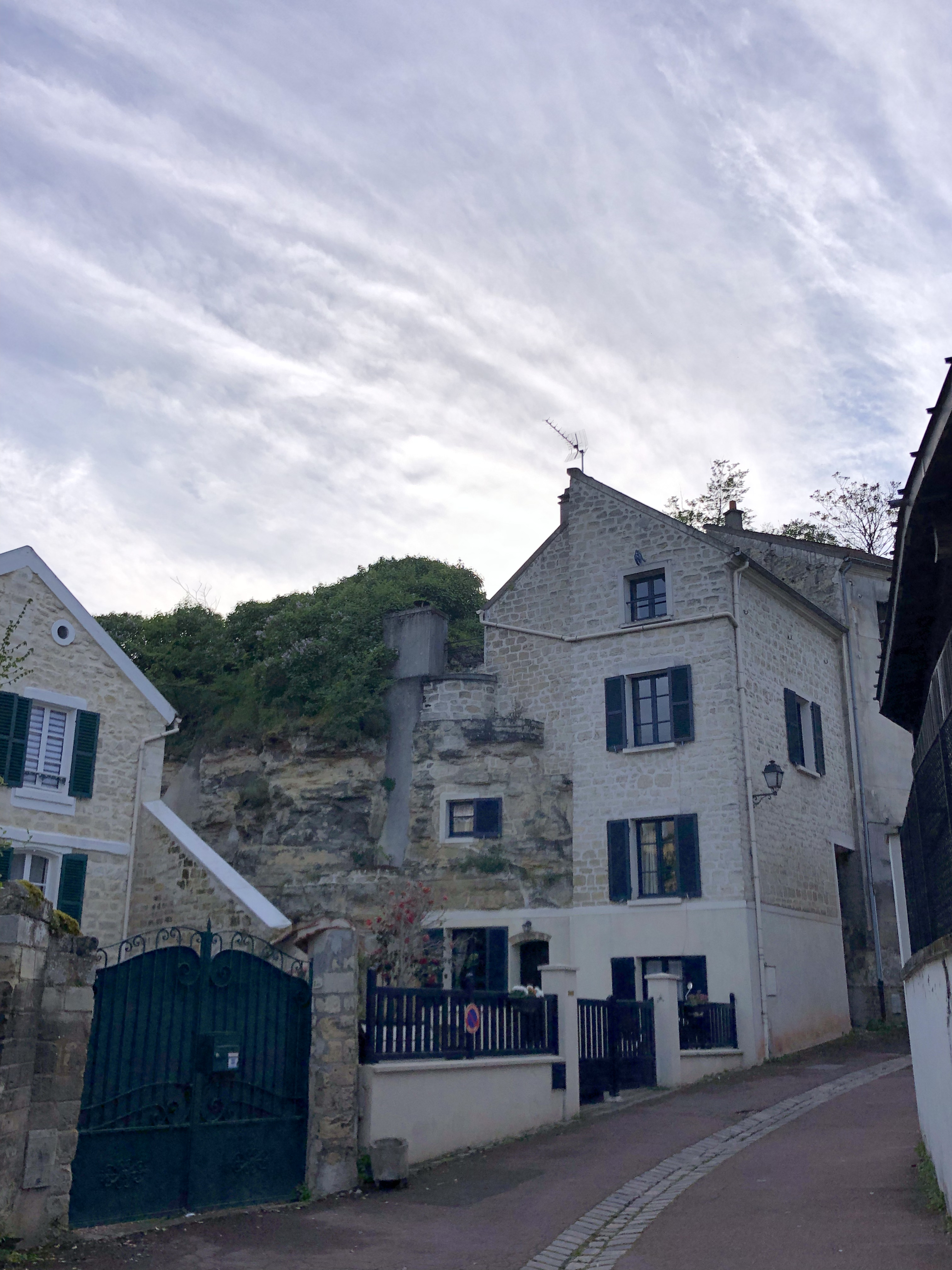
Architecture de Carrières-Sur-Seine.

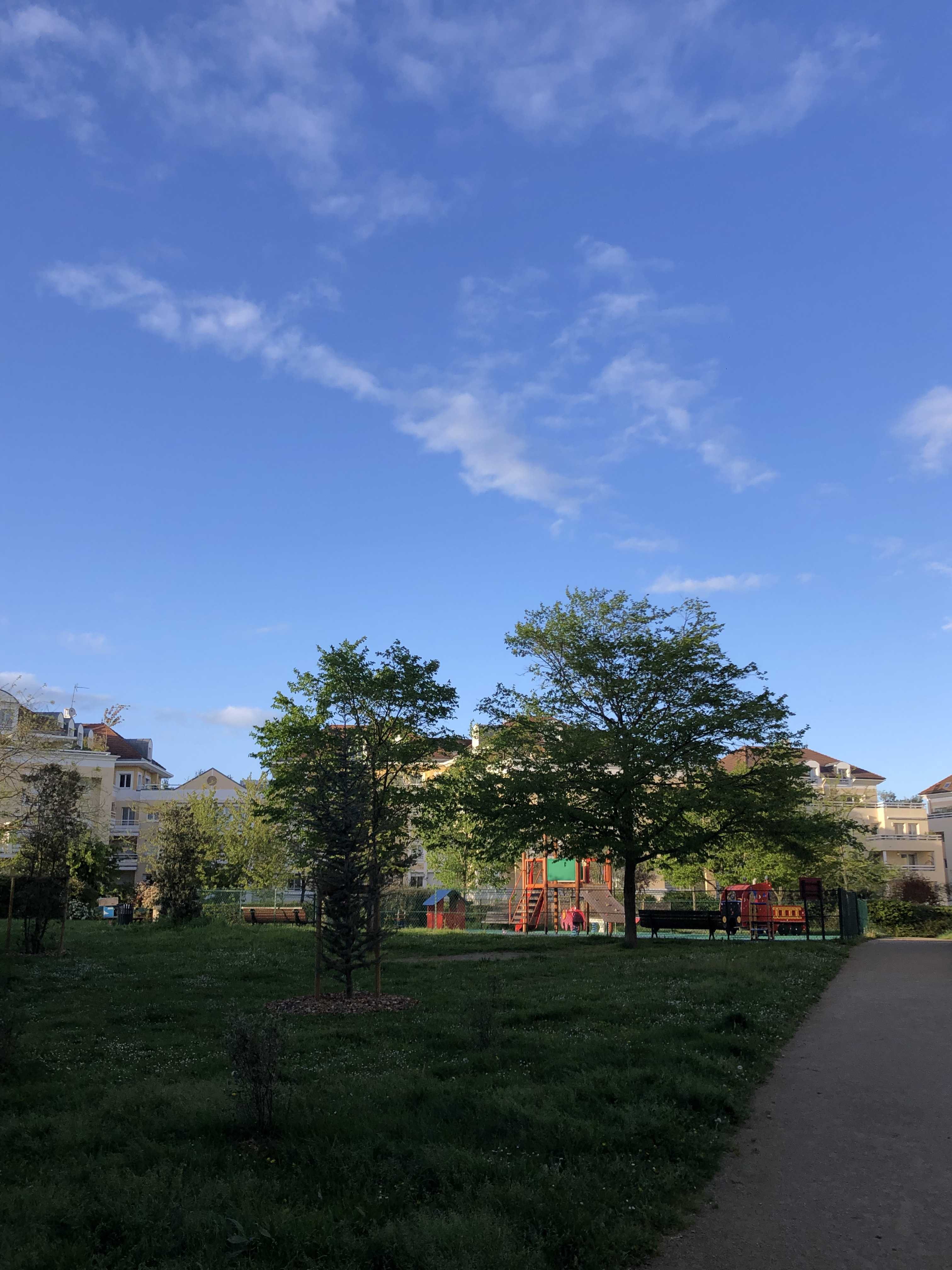
Parc pour enfants à Carrières-sur-Seine.

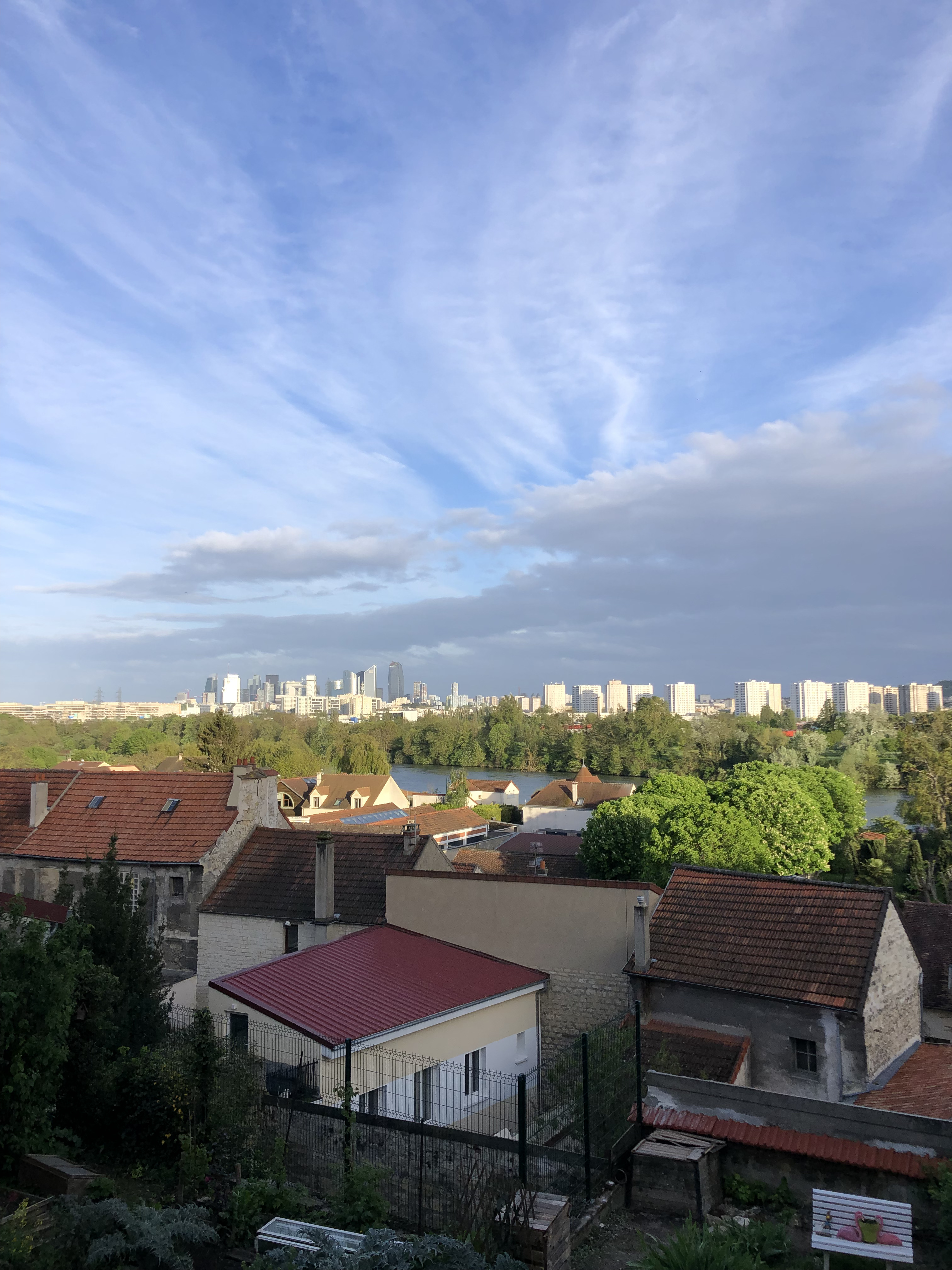
Vue sur La Défense et la Seine.

Ses habitants sont appelés les Carillonnes et Carillons.

## Géographie

Localisation de Carrières-sur-Seine dans les Yvelines.

### Situation
Carrières-sur-Seine est située au bord de la Seine, à 8 km à l'ouest de la porte Maillot à Paris, à 7 km à l'est de Saint-Germain-en-Laye, la sous-préfecture, et à 15 km au nord de Versailles, la préfecture.
Les communes limitrophes sont : 
- Houilles au nord ;
- Bezons (Val-d'Oise) à l'est ;
- Nanterre (Hauts-de-Seine) au sud-est ;
- Chatou au sud-ouest ;
- Montesson à l'ouest ;
- Sartrouville au nord - nord-ouest.

Carrières-sur-Seine possède la particularité d'être limitrophe à la fois du département des Hauts-de-Seine et de celui du Val-d'Oise.

### Géologie
Une coupe géologique dans le plateau de la boucle de Seine où se situe Carrières-sur-Seine montre des couches superposées :
- des marnes et caillasses en surface,
- du calcaire grossier en dessous, qui a été largement exploité,
- ensuite de l'argile plastique en une couche qui passe sous le lit de la Seine et se prolonge en direction du mont Valérien.

### Hydrographie
La commune appartient au bassin versant de la Seine. Le bras de Marly coule du nord-est au sud-est à l'intérieur du territoire de la commune, entre l'île de Chatou et la boucle de la Seine où se situe la majeure partie du territoire. En amont la Seine coule entre Bezons et Nanterre, en aval entre Chatou et Rueil.
L'alimentation en eau de la ville provient de la nappe phréatique captée par quatre usines à Croissy-sur-Seine et au Pecq.

### Climat
Pour des articles plus généraux, voir Climat de l'Île-de-France et Climat des Yvelines.
En 2010, le climat de la commune est de type climat océanique dégradé des plaines du Centre et du Nord, selon une étude du CNRS s'appuyant sur une série de données couvrant la période 1971-2000. En 2020, Météo-France publie une typologie des climats de la France métropolitaine dans laquelle la commune est dans une zone de transition entre le climat océanique et le climat océanique altéré et est dans la région climatique  Sud-ouest du bassin Parisien, caractérisée par une faible pluviométrie, notamment au printemps (120 à 150 mm) et un hiver froid (3,5 °C). 
Pour la période 1971-2000, la température annuelle moyenne est de 12,3 °C, avec une amplitude thermique annuelle de 14,9 °C. Le cumul annuel moyen de précipitations est de 642 mm, avec 10,5 jours de précipitations en janvier et 7,8 jours en juillet. Pour la période 1991-2020, la température moyenne annuelle observée sur la station météorologique la plus proche, située sur la commune de Pontoise à 17 km à vol d'oiseau, est de 12,5 °C et le cumul annuel moyen de précipitations est de 666,7 mm,. Pour l'avenir, les paramètres climatiques de la commune estimés pour 2050 selon différents scénarios d'émission de gaz à effet de serre sont consultables sur un site dédié publié par Météo-France en novembre 2022.

### Transports

#### Voies routières
Malgré la présence sur son territoire de trois ponts franchissant la Seine (pont du RER A, pont de la ligne de Saint-Lazare et pont de l'autoroute A14), la ville ne possède pas de pont de circulation ordinaire. Pour franchir la Seine et accéder à La Défense ou Paris, il faut franchir soit le pont de Chatou, vers le sud, où passe la route nationale 186, soit franchir le pont de Bezons où passe la route départementale D 392. Un pont accessible aux cyclistes est prévu pour la fin 2021 avec le développement du nouveau RER EOLE qui s'arrêtera en gare de Carrières-sur-Seine.
En conséquence, les axes routiers principaux de la commune, les routes départementales D 311 (Bezons - Saint-Germain-en Laye) et D 321 (Carrières - Chatou puis Croissy-sur-Seine) sont des axes de desserte locale ramenant vers les axes principaux.

#### Transports en commun
La ville est desservie par la gare de Houilles - Carrières-sur-Seine dont elle est copropriétaire. Celle-ci est traversée par la Ligne A du RER et par la ligne Saint-Lazare du Transilien (lignes J et L). Le RER EOLE actuellement en construction s'arrêtera en gare de Houilles - Carrières-sur-Seine et permettra de rejoindre La Défense, la porte Maillot, Haussmann-St Lazare, Magenta-Gare du Nord-Gare de l'Est et Rosa Parks(Terminus). 
La desserte en bus de Carrières-sur-Seine est assurée par les lignes A, C, H, K, L et P du réseau de bus Argenteuil - Boucles de Seine.

### Occupation du territoire
| Type d'occupation       | Pourcentage | Superficie (en hectares) |
| ----------------------- | ----------- | ------------------------ |
| Espace urbain construit | 50,70 %     | 257,61                   |
| Espace urbain ouvert    | 15,19 %     | 72,20                    |
| Espace rural            | 34,11 %     | 173,34                   |

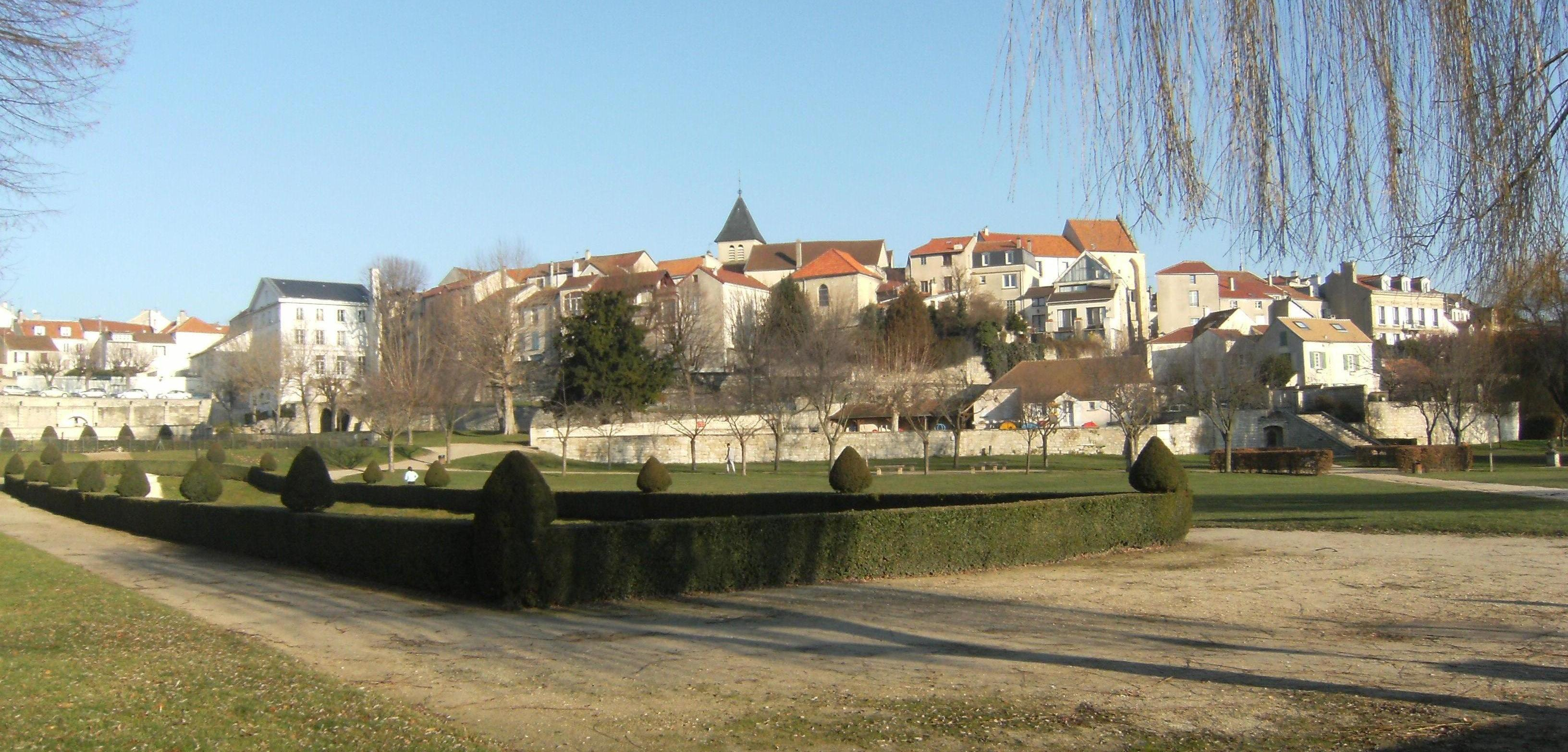
Parc de la mairie de Carrières-sur-Seine, aussi appelé les jardins de Mademoiselle de La Vallière.

Du fait de son relatif isolement, la commune présente, au regard de ses voisines, un faible taux d'urbanisation et de nombreux espaces ruraux cultivés ou en jachère. Pour la partie rurale, la surface des cultures constitue la part principale (98 ha), à laquelle vient s'ajouter celles de la Seine (33 ha), complétée par diverses surfaces rurales (40 ha). L'espace urbain construit se répartit en habitats individuels (125 ha), collectifs (30 ha), équipements (37 ha), transports (23 ha, comprenant l'autoroute A14 qui traverse la commune), activités (37 ha) et enfin chantiers (5 ha). Dans la partie urbaine non construite est incluse l'île fleurie qui est séparée du reste de la commune par le bras de Seine le plus large.

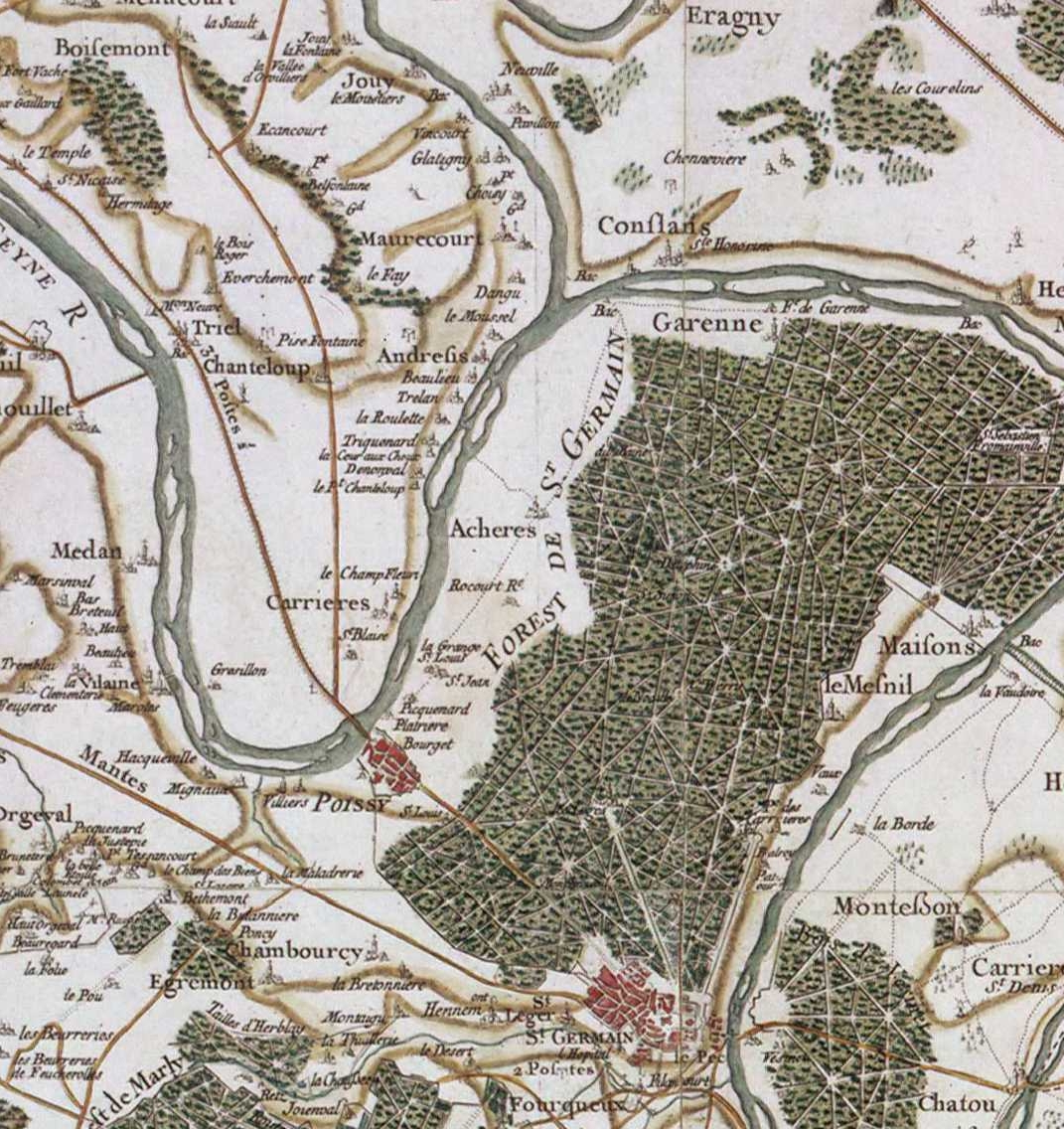
Carrières-sur-Seine et sa région, carte de Cassini, vers 1780.

## Urbanisme

### Typologie
Carrières-sur-Seine est une commune urbaine, car elle fait partie des communes denses ou de densité intermédiaire, au sens de la grille communale de densité de l'Insee,,,. Elle appartient à l'unité urbaine de Paris, une agglomération inter-départementale regroupant 411 communes et 10 816 803 habitants en 2018, dont elle est une commune de la banlieue,.
Par ailleurs la commune fait partie de l'aire d'attraction de Paris, dont elle est une commune du pôle principal. Cette aire regroupe 1 929 communes,

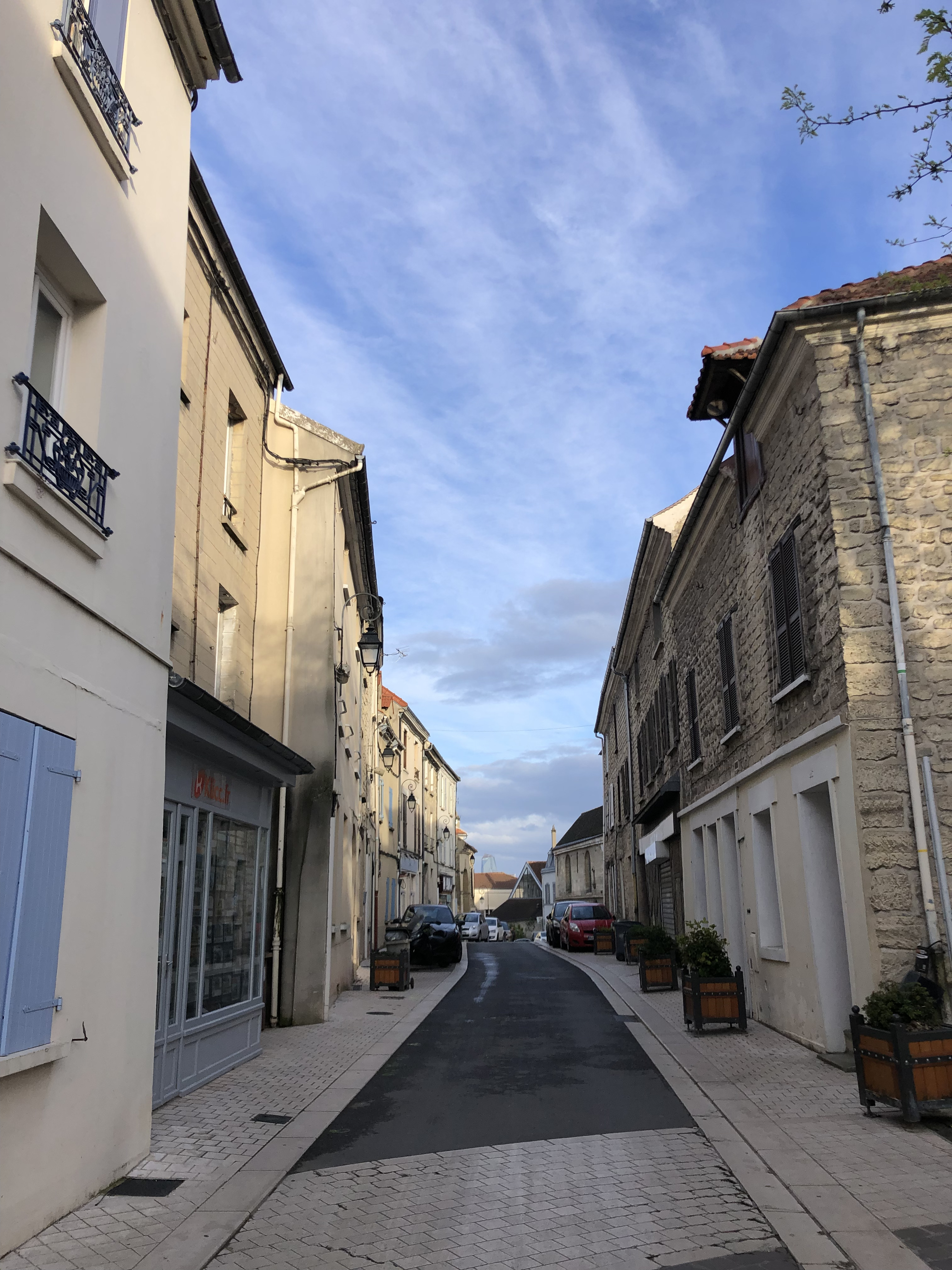
Vieux Carrières-sur-Seine.

.

## Toponymie

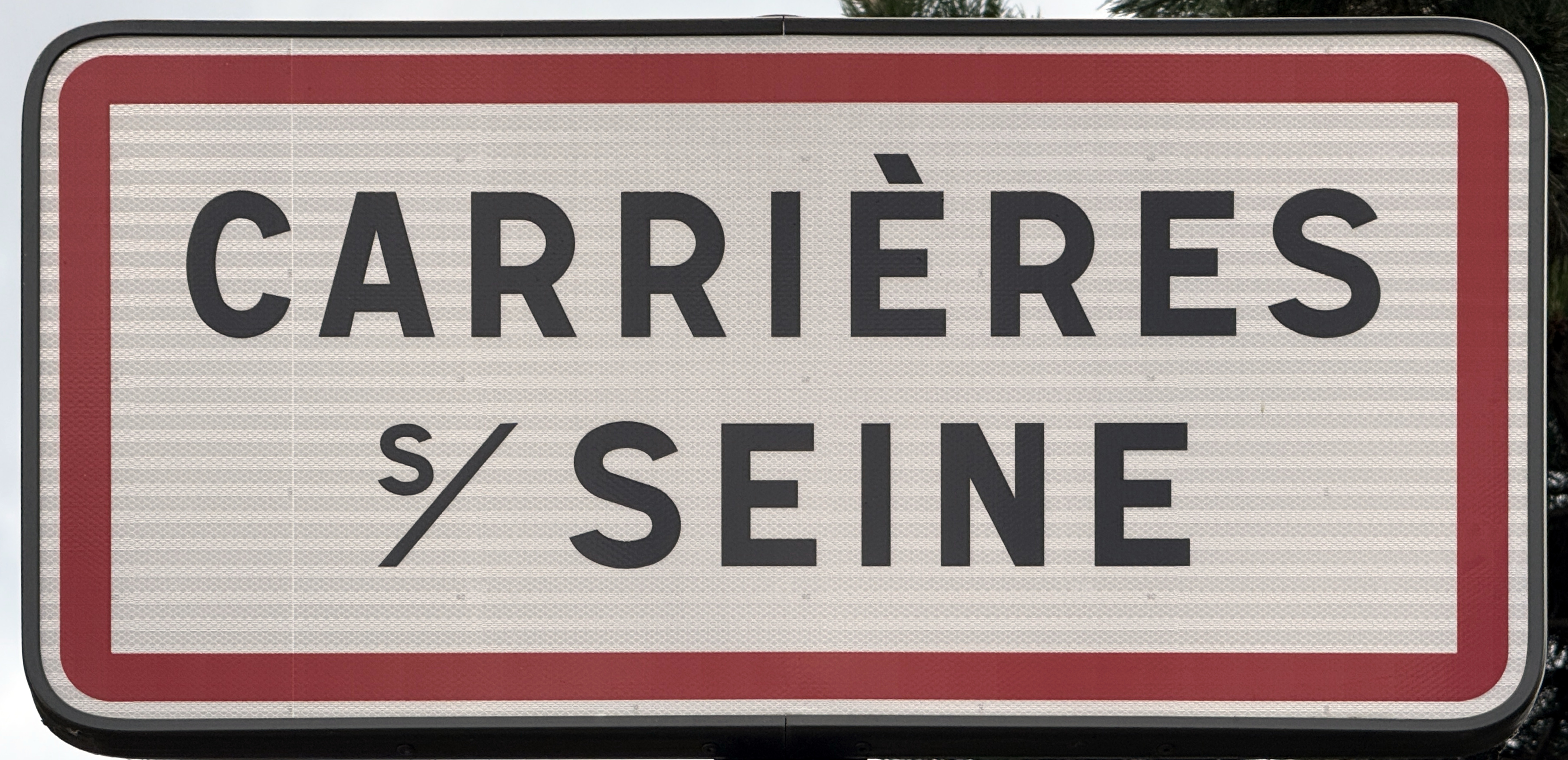
Panneau à l'entrée de la commune.

Le nom de la localité est attesté sous les formes Quadrarias au XIIe siècle, Carreriae, Carrières-Saint-Denis en 1137, Carrières-sur-Seine au début du XXe siècle.
Le hameau fut officiellement fondé par Suger, abbé de Saint-Denis au XIIe siècle, pour accroître les terres et les revenus de l'abbaye et prit le nom de « Carrières-Saint-Denis » en raison des multiples carrières de calcaire qui y furent exploitées jusqu'au XIXe siècle.

## Histoire

### Moyen Âge

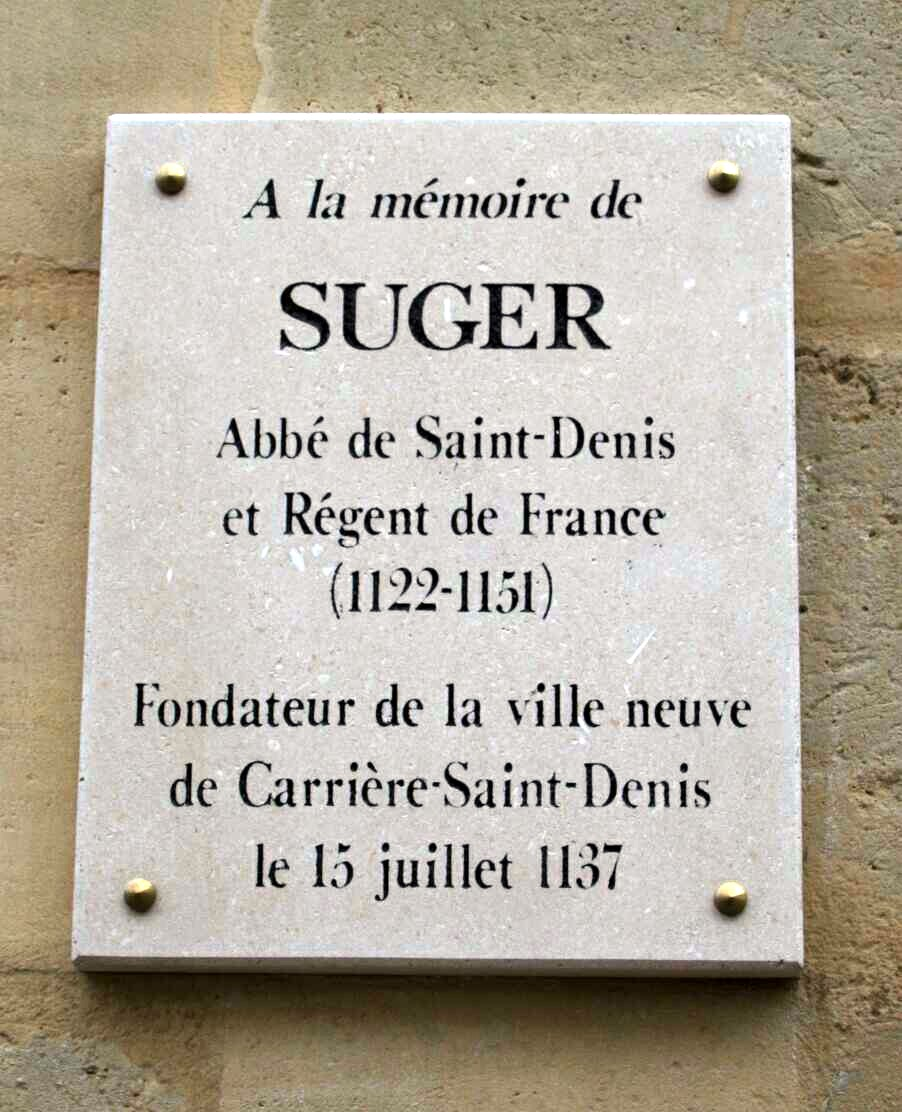
Plaque à la mémoire de l'abbé Suger.

Il a certainement été victime de l'incursion des Vikings qui ont remonté la Seine jusqu'à Paris en 845.
Mais c'est en 1137 que le hameau fut officiellement fondé par Suger, abbé de Saint-Denis au XIIe siècle, pour accroître les terres et les revenus de l'abbaye. Le parchemin sur lequel figure l'acte qui donne à l'office du trésorier de Saint-Denis la prévôté de Berneval-en-Caux ainsi que le village de « Carrières-Saint-Denis » est conservé aux Archives nationales. Ainsi, comme trésorier de l'office claustral, Étienne est le premier seigneur du village, puis Christian lui succède deux ans plus tard.
Située sur les flancs de la vallée de la Seine, Carrières-Saint-Denis offrait de bonnes terres d'alluvions, très fertiles, ainsi qu'une pierre calcaire de bonne qualité : le liais. Le hameau prit d'ailleurs le nom de « Carrières-Saint-Denis » en raison des multiples carrières de calcaire qui y furent exploitées jusqu'au XIXe siècle.
De 1250 date l'édification de la grange dîmeresse.
Philippe le Bel et Philippe de Valois y avaient un manoir.
Le moulin est mentionné dans les registres de l'abbaye de Saint-Denis en 1425 pour la première fois, même si sa construction est bien antérieure.
En 1453, à la fin de la guerre de Cent Ans, le village compte trente feux ou maisons. En 1470, seuls huit feux sont signalés. Il est probable que bien des habitants venus chercher refuge autour de l'abbaye sont retournés dans leur région d'origine.
Toujours sous la tutelle de l'abbaye de Saint-Denis, le village gagna cependant en autonomie vis-à-vis de ses voisines comme Houilles ou Montesson et vit son territoire affirmé par les procès-verbaux de 1479, 1633 et 1728.

### Époque moderne
Carrières-Saint-Denis fut lieu de chasse des rois Henri II et Henri IV. Le plus ancien registre paroissial conservé date de juillet 1618 et l'état civil mentionne des noms de famille encore traditionnellement connus : Bresnu, Ballagny, Bontemps, Daubin, Dreux, Fleury, Gaultier, Génin, Huet, Louet, Nicolle, Paureau, Pierre, Sarazin, Suzanne, …
En 1629, le pont de Chatou est achevé sur toute sa longueur et offre une alternative au bac pour traverser la Seine, moyennant un péage. Par contre un droit est perçu pour le passage sous le pont, ce qui déplaît fortement aux mariniers de Carrières-Saint-Denis qui commercent très régulièrement entre Le Pecq et Paris. Il brûla trois ans plus tard et à nouveau sous la Fronde des Princes, vingt ans plus tard. Pendant les Frondes, Carrières-Saint-Denis subit des pillages et les horreurs de la guerre comme tout le Nord-Ouest de Paris.
Au XVIIe siècle, Carrières-Saint-Denis est le lieu supposé de résidence de Louise de la Vallière, favorite de Louis XIV, d'après une tradition orale persistante.
La Manufacture royale du spalme s'installe à Carrières-Saint-Denis en 1750.
Un édit de juin 1787 érigea la paroisse de Carrières-Saint-Denis en municipalité et finalement, la loi du 10 juin 1791 prescrivant l'aliénation des biens communaux de l'Église acheva de séparer le village de l'abbaye de Saint-Denis. Pour la première fois, Carrières-Saint-Denis prit le nom de Carrières-sur-Seine (elle n'acquit définitivement ce nom qu'au début du XXe siècle).
L'entreprise Aéroplanes Hanriot et Cie. s'y installe en 1924.

### Époque contemporaine
Louis Gandillet, résistant FFI du groupe de Chatou depuis 1943 ayant participé à l'attaque et à la destruction de la citadelle de Grenoble et abattu le 25 août 1944 à Chatou demeurait à Carrières-sur-Seine, 70 route d'Argenteuil.
En 1944, Albert Lecocq créé avec sa femme Christiane le premier club naturiste. Structure clandestine, celle-ci se développe dans la propriété du couple sur la commune,. La structure des Clubs du Soleil est lancée en 1946. Après la mort de son mari, Christiane Lecocq passera les dernières années de sa vie à Carrières-sur-Seine, après avoir ouvert le centre de Montalivet, en Gironde.
La commune connut jusqu'aux années 1960 une croissance assez lente de sa population, à l'inverse de Chatou ou de Houilles. La raison principale est qu'elle est située hors des voies d'accès vers Paris, et donc à l'écart des courants principaux d'urbanisation. Si ce retard à l'urbanisation se comble très rapidement aujourd'hui, la ville offre encore en son centre historique une atmosphère campagnarde de vieux village qui en fait un lieu assez unique à petite distance de la capitale.
En 1967, la cité du Petit-Bois est achevée dans le nord de la ville, à la place d'un bidonville. C'est désormais un quartier prioritaire renommé « résidence des Alouettes » et objet de rénovation urbaine dans les années 2010, mêlant démolition-reconstruction et rénovation,. Le quartier regroupe 1 821 habitants en 2020.
En 2018, l'implantation d'un établissement pénitentiaire est en projet à Carrières-sur-Seine, mais finalement abandonné en juin 2018.

## Politique et administration

### Tendances politiques et résultats
Depuis 1983, la commune n'a connu que trois maires, tous orientés à droite (UDF, RPR/UMP puis DVD). Lors de l'élection présidentielle de 2017, Emmanuel Macron a remporté 35,76 % des voix au premier tour (suivi par François Fillon avec 25,26 %) et 83,94 % des voix au second tour. Le maire actuel Arnaud de Bourrousse (DVD) a parrainé le candidat Nicolas Dupont-Aignan (Debout la France) lors des élections présidentielles de 2017.

### Liste des maires
| Période                                  | Période                   | Identité             | Étiquette    | Qualité |
| ---------------------------------------- | ------------------------- | -------------------- | ------------ | --- |
| Les données manquantes sont à compléter. |                           |                      |              | |
| 1890                                     | 1913                      | Gabriel Gally        |              | Secrétaire de direction au collège Chaptal à Carrières-Saint-Denis Conseiller général d'Argenteuil (1895 →1913) Décédé en fonction |
| Les données manquantes sont à compléter. |                           |                      |              | |
| 1945                                     | 1947                      | François Prince      | PCF          | Artisan Démissionnaire |
| Les données manquantes sont à compléter. |                           |                      |              | |
| 1963                                     | 1970                      | François Aubry       | RI           | Démissionnaire |
| 1970                                     | mars 1977                 | Pierre Bourson       | RI           | Oto-rhino-laryngologiste Député des Yvelines (1re circ.) (1973 → 1981)                                                             |
| mars 1977                                | mars 1983                 | Marcel Saussard      | PS           | |
| mars 1983                                | mars 2001                 | Pierre Bourson       | UDF-PR       | Député des Yvelines (1re circ.) (1973 → 1981)                                                                                      |
| mars 2001                                | mars 2008                 | Françoise Brondani   | RPR puis UMP | |
| mars 2008                                | En cours (au 1 mars 2021) | Arnaud de Bourrousse | DVD          | Chef d'entreprise Vice-président de la CA Saint-Germain Boucles de Seine (2016 → ) Réélu pour le mandat 2020-2026 ,                |

### Jumelages
- Grünstadt (Allemagne) depuis 1973

La décision de jumeler Carrières-sur-Seine avec la ville allemande de Grünstadt (Rhénanie-Palatinat) a été prise le 5 décembre 1973 et officialisée en 1974. Les cérémonies officielles à Grünstadt se sont tenues en octobre 1974. Un « comité de jumelage » dont le siège est en mairie se charge de l'animation et organise les échanges culturels et scolaires.

### Intercommunalité
De 2006 à 2015, la ville a fait partie de la communauté d'agglomération de la Boucle de la Seine (communauté de communes jusqu'en 2014). Elle fait partie depuis 2016 de la communauté d'agglomération Saint-Germain Boucles de Seine.
Elle fait partie de plusieurs syndicats intercommunaux :
- le syndicat intercommunal pour le gaz et l'électricité en Ile-de-France (SIGEIF) ;
- le syndicat intercommunal pour le Traitement des Résidus Urbains de la Boucle de Seine (SITRU)[38] ;
- le syndicat intercommunal « SIVOM des Coteaux de Seine » ;
- le syndicat intercommunal à Vocation Multiple de la Boucle ;
- le syndicat mixte d'aménagement de gestion et d'entretien des berges de la Seine et de l'Oise (SMSO)[39] ;
- le syndicat intercommunal des Lycées du district scolaire de Sartrouville (SILS) ;
- le SIVOM de Saint-Germain-en-Laye : exclusivement pour la section fourrière ;
- le syndicat d'assainissement de la Boucle de la Seine (SABS) ;
- le SIVOM de Houilles / Carrières-sur-Seine[réf. nécessaire].

## Population et société

### Démographie

#### Évolution démographique
L'évolution du nombre d'habitants est connue à travers les recensements de la population effectués dans la commune depuis 1793. Pour les communes de plus de 10 000 habitants les recensements ont lieu chaque année à la suite d'une enquête par sondage auprès d'un échantillon d'adresses représentant 8 % de leurs logements, contrairement aux autres communes qui ont un recensement réel tous les cinq ans,.

En 2022, la commune comptait 15 002 habitants, en évolution de −1,79 % par rapport à 2016 (Yvelines : +2,72 %, France hors Mayotte : +2,11 %).
| 1793  | 1800 | 1806 | 1821 | 1831  | 1836  | 1841  | 1846  | 1851  |
| ----- | ---- | ---- | ---- | ----- | ----- | ----- | ----- | ----- |
| 1 186 | 903  | 914  | 946  | 1 052 | 1 053 | 1 057 | 1 059 | 1 112 |

| 1856  | 1861  | 1866  | 1872  | 1876  | 1881  | 1886  | 1891  | 1896  |
| ----- | ----- | ----- | ----- | ----- | ----- | ----- | ----- | ----- |
| 1 157 | 1 219 | 1 281 | 1 193 | 1 193 | 1 366 | 1 364 | 1 371 | 1 469 |

| 1901  | 1906  | 1911  | 1921  | 1926  | 1931  | 1936  | 1946  | 1954  |
| ----- | ----- | ----- | ----- | ----- | ----- | ----- | ----- | ----- |
| 1 661 | 2 015 | 2 267 | 2 756 | 4 052 | 5 466 | 5 319 | 5 098 | 6 034 |

| 1962  | 1968   | 1975   | 1982   | 1990   | 1999   | 2006   | 2011   | 2016   |
| ----- | ------ | ------ | ------ | ------ | ------ | ------ | ------ | ------ |
| 7 458 | 11 713 | 11 733 | 11 399 | 11 469 | 12 050 | 15 450 | 15 441 | 15 275 |

| 2021   | 2022   | - | - | - | - | - | - | - |
| ------ | ------ | - | - | - | - | - | - | - |
| 15 038 | 15 002 | - | - | - | - | - | - | - |

#### Pyramide des âges
En 2018, le taux de personnes d'un âge inférieur à 30 ans s'élève à 39,8 %, soit au-dessus de la moyenne départementale (38,0 %). À l'inverse, le taux de personnes d'âge supérieur à 60 ans est de 17,8 % la même année, alors qu'il est de 21,7 % au niveau départemental.
En 2018, la commune comptait 7 558 hommes pour 7 445 femmes, soit un taux de 50,38 % d'hommes, légèrement supérieur au taux départemental (48,68 %).
Les pyramides des âges de la commune et du département s'établissent comme suit.
| Hommes | Classe d’âge | Femmes |
| ------ | ------------ | ------ |
| 0,6    | 90 ou +      | 0,6    |
| 4,4    | 75-89 ans    | 5,4    |
| 11,9   | 60-74 ans    | 12,7   |
| 21,7   | 45-59 ans    | 21,8   |
| 19,9   | 30-44 ans    | 21,5   |
| 19,3   | 15-29 ans    | 17,3   |
| 22,2   | 0-14 ans     | 20,7   |

| Hommes | Classe d’âge | Femmes |
| ------ | ------------ | ------ |
| 0,6    | 90 ou +      | 1,4    |
| 6      | 75-89 ans    | 7,8    |
| 13,5   | 60-74 ans    | 14,8   |
| 20,7   | 45-59 ans    | 20,1   |
| 19,6   | 30-44 ans    | 19,9   |
| 18,5   | 15-29 ans    | 16,8   |
| 21,2   | 0-14 ans     | 19,2   |

### Enseignement
Quatre groupes scolaires rassemblent chacun une école maternelle et une école élémentaire : groupe Maurice-Berteaux, groupe Alouettes / Prévert, groupe Victor-Hugo / Parc, groupe Plants-de-Catelaine.
Les effectifs scolaires augmentent chaque année et ont atteint 1 843 enfants pour l'année scolaire 2008/2009.
Sur le territoire de la commune se trouvent aussi le collège des Amandiers et le lycée d'enseignement général Les Pierres-Vives. Le bassin d'éducation dans lequel se trouve la commune au regard de la sectorisation est celui de Poissy/Sartrouville.
Le collège des Amandiers, ouvert depuis la rentrée 1992, bénéficie d'un stade et d'un complexe sportif ainsi que de 5 900 m2 de cour, préau et espaces verts. À la rentrée 2014, il compte 692 élèves repartis en 26 classes pour un corps enseignant de 45 professeurs.
Le lycée Les Pierres-Vives (en) est situé à proximité de la cité du Petit Bois. Son nom est inspiré à la fois par l'importance de la pierre dans l'histoire de Carrières-sur-Seine et par la phrase de Rabelais « je ne bâtis que pierres vives ce sont hommes ». Ouvert à la rentrée 1990, il accueillait initialement 238 élèves. Il est sérieusement endommagé lors des tempêtes de 1999. Prévu pour 1 200 élèves, il comptait 1 474 élèves à la rentrée de septembre 2016 et devrait bientôt être agrandi pour accueillir un nombre croissant d'élèves.

### Culture
Le conservatoire municipal de musique et de danse Jean-Philippe-Rameau, conçu par l'architecte Dominique Deshoulières, a été inauguré en novembre 2000. Sur une superficie de 1 056 m2, il bénéficie d'équipements remarquables pour un conservatoire municipal et présente une architecture résolument moderne. Il offre sept salles de cours individuelles, six salles collectives et un auditorium de 167 m2 qui possède une acoustique pour musique de chambre. Ce bâtiment peut accueillir jusqu'à 700 élèves. Bernard Gabel, créateur de l'école de musique, en a été  le directeur jusqu'en 2009.

### Manifestations culturelles et festivités
- Ateliers des artistes : depuis 2011 les artistes et les artisans locaux de Carrières-sur-Seine et de Houilles[49] ouvrent les portes de leurs ateliers et exposent leur métier et leur savoir faire.
- Vide-grenier : traditionnellement liée à la Saint Jean-Baptiste (église de la ville), le vide-grenier accueille les chineurs un dimanche du mois de juin dans le parc de la Mairie et les rues du centre-ville.
- Fin d'année : la grande fête de fin d'année de la ville a lieu le dernier samedi de juin. Dans le parc de la Mairie et sur les bords de Seine : animations l'après-midi, pique-nique guinguette, feu d'artifice tiré depuis une péniche amarrée sur l'île Fleurie.
- Forum de la ville et des associations : le premier dimanche de septembre, c'est le grand rendez-vous de l'année organisé par la Ville avec la participation active des associations culturelles et sportives carrillonnes. Dans le parc de la Mairie, les associations et services de la ville sont exposés avec de nombreuses démonstrations spectaculaires.
- Village bio : organisé par l'association Vivre Bio en Boucle de Seine et la Ville en début d'année scolaire, dans le parc de la Mairie, le village bio est une occasion annuelle de découvrir de nouveaux modes de consommation.
- Soirées du comité des fêtes : le comité des fêtes[50] organise plusieurs soirées au cours de l'année : Cabaret Jazz, Thés dansants...
- Fééries de Noël : depuis 2008, les Féeries de Noël se déroulent le premier week-end de décembre. Un défilé aux lampions avec des chars construits par les accueils de loisirs, l'illumination d'un quartier de la ville, vin et chocolat chauds servis par les parents d'élèves des écoles de la ville.
- Forum des Métiers : des parents d'élèves se portent volontaires pour parler de leur métier aux collégiens.

Il se déroule généralement en janvier et est ouvert à tous les collégiens des Amandiers.

### Santé
La ville possède plusieurs pharmacies et un vétérinaire. Un centre médical est ouvert depuis début 2022.[réf. nécessaire]

### Sports
L'US Carrières-sur-Seine regroupe une vingtaine de sections (badminton, football, tennis, etc.) qui représentent près de 2 400 adhérents.
La ville possède une équipe de rugby à XV, le Rugby Olympique Club de Houilles - Carrières-sur-Seine. Un golf de neuf trous se trouve dans l'île fleurie. Un club d'échecs renommé fort de 70 adhérents officie sur la commune depuis plus de 20 ans.
Un club de sports nautiques (natation, plongée, nage avec palme, aquagym), le CNHC, est vice-champion de France des clubs en 2017-2018, avec deux championnes de France qui évoluent au niveau international.

### Lieux de culte

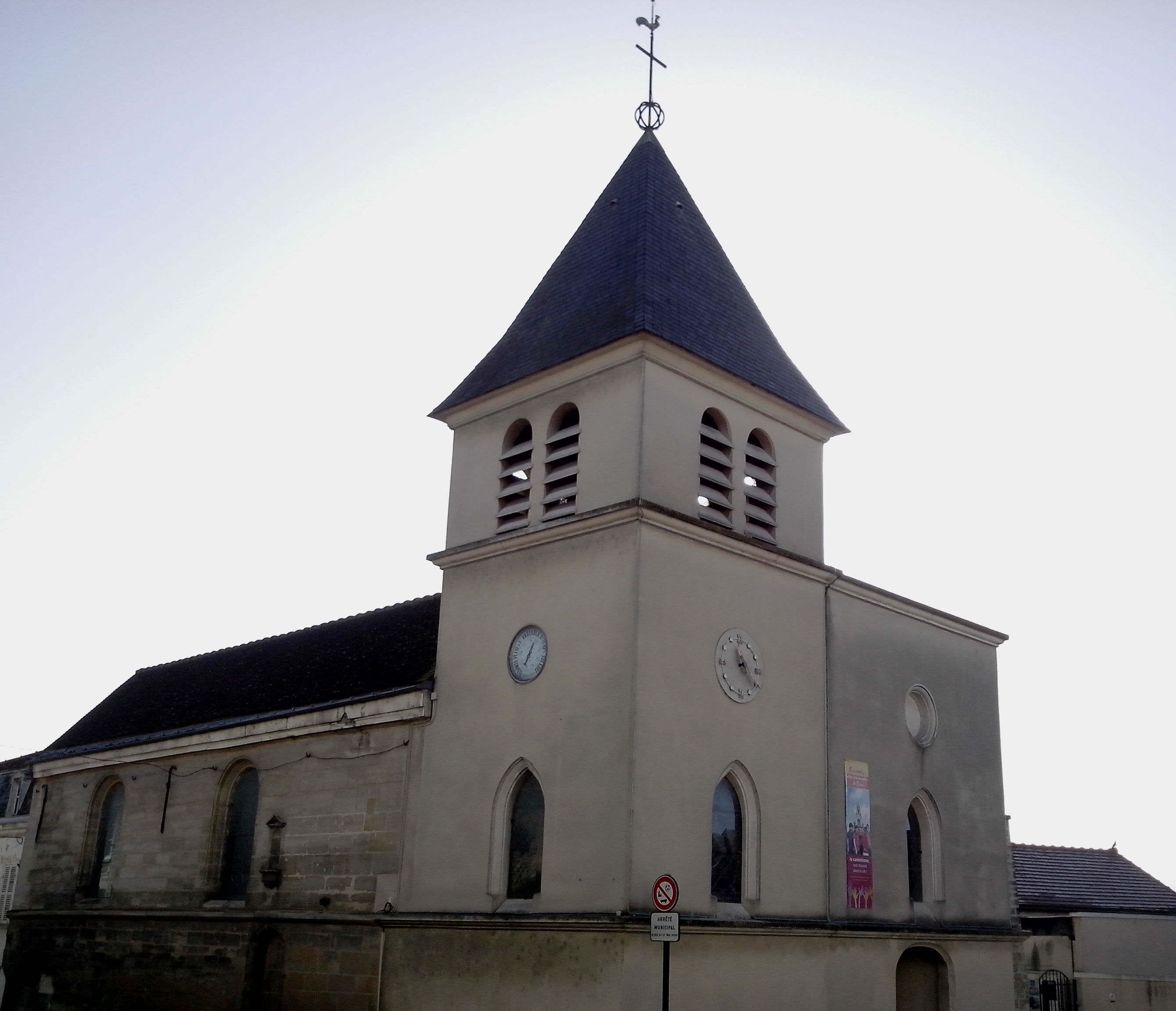
Église Saint-Jean-Baptiste à Carrières-sur-Seine.

Carrières-sur-Seine fait partie du diocèse de Versailles et possède trois lieux de culte catholiques :
- l'église Saint-Jean-Baptiste, située dans le centre historique ;
- l'église Notre-Dame-du-Réveil-Matin, située à la limite de Houilles dans le quartier du Petit Bois ;
- la chapelle Maria-Goreti.

## Économie

### Revenus de la population et fiscalité
En 2010, le revenu fiscal médian par ménage était de 43 290 €, ce qui plaçait Carrières-sur-Seine au 1238e rang parmi les 31 525 communes de plus de 39 ménages en métropole.

### Activités et emploi
Le taux de la taxe professionnelle est de 16,15 % en 2009. La taxe professionnelle est ensuite[Quand ?] gérée par la communauté de communes de la Boucle de la Seine (CCBS).

### Zones économiques
Trois zones économiques regroupent l'essentiel de l'activité industrielle et tertiaire de la commune :
- la zone économique des Amandiers est la plus ancienne. Créée en 1988, elle regroupe plus de 50 entreprises pour une surface de locaux de 65 000 m2. Ainsi, 464 salariés y sont employés dans les secteurs de l'électronique, l'environnement, les services aux congrès et salons professionnels, la métallurgie, l'imprimerie-édition, la location de linge et le BTP ;
- non loin de là la zone économique du Colombier est située à la limite d'une autre zone économique sur la commune de Bezons. Créée en 1995, sa surface de 105 000 m2 de locaux abrite 42 entreprises. Ceci représente 582 emplois dans les secteurs de la logistique, du négoce, de la menuiserie, Serrurier du BTP et de l'aéronautique ;
- enfin la zone économique Eiffel située aux abords de Montesson, est de création plus récente avec les sièges sociaux de JVC Serrurier-Locksmith et Minolta. À côté de ces deux entreprises principales, le parc Gustave-Eiffel accueille des PME/PMI dans des locaux créés ces dernières années.

Aux secteurs d'activité déjà mentionnés, s'ajoute celui des agences de communication, spécialisées dans le numérique, internet ou encore l'événementiel.
Une base militaire de la marine est également situé sur le territoire de la commune, dans sa partie septentrionale, ainsi que sur celui, limitrophe, de Houilles : le Centre de commande stratégique de la Marine. L'entrée se situe sur Houilles.

### Commerce
Historiquement les commerces et artisans du village étaient situés tout au long de la rue principale (rue Gabriel-Péri). Lors du développement accéléré de la commune dans les années 1990-2000, un nouveau pôle commerçant a été créé boulevard Carnot, près de la halle de même nom et de la poste. Plus récemment encore, un centre commercial avec parking souterrain a vu le jour dans les nouveaux quartiers construits entre le boulevard Carnot et l'autoroute A14 en souterrain. S’y trouvent une banque, un supermarché, un opticien, une pharmacie, un magasin de bricolage et quelques autres petits commerces. Aujourd’hui, le seul commerce encore actif dans le quartier du vieux village est une pharmacie.

### Agriculture
Le terrain et le climat sont très favorables à la culture maraîchère. À ces facteurs naturels s'ajoute le fait que les espaces agricoles sont longtemps restés isolés des voies de communication principales de la boucle de Seine. Des terrains à proximité des berges de Seine, en zone inondable, et une zone dans la plaine de Montesson ont été incluses dans le périmètre régional d'intervention foncière (PRIF) destiné à préserver 165 ha de terres agricoles dans la boucle.
Les 23 % de surface agricole sur le territoire de la commune, soit 120 ha, sont exploités par huit exploitants (en 2008).

## Culture locale et patrimoine

### Lieux et monuments
Moyen Âge

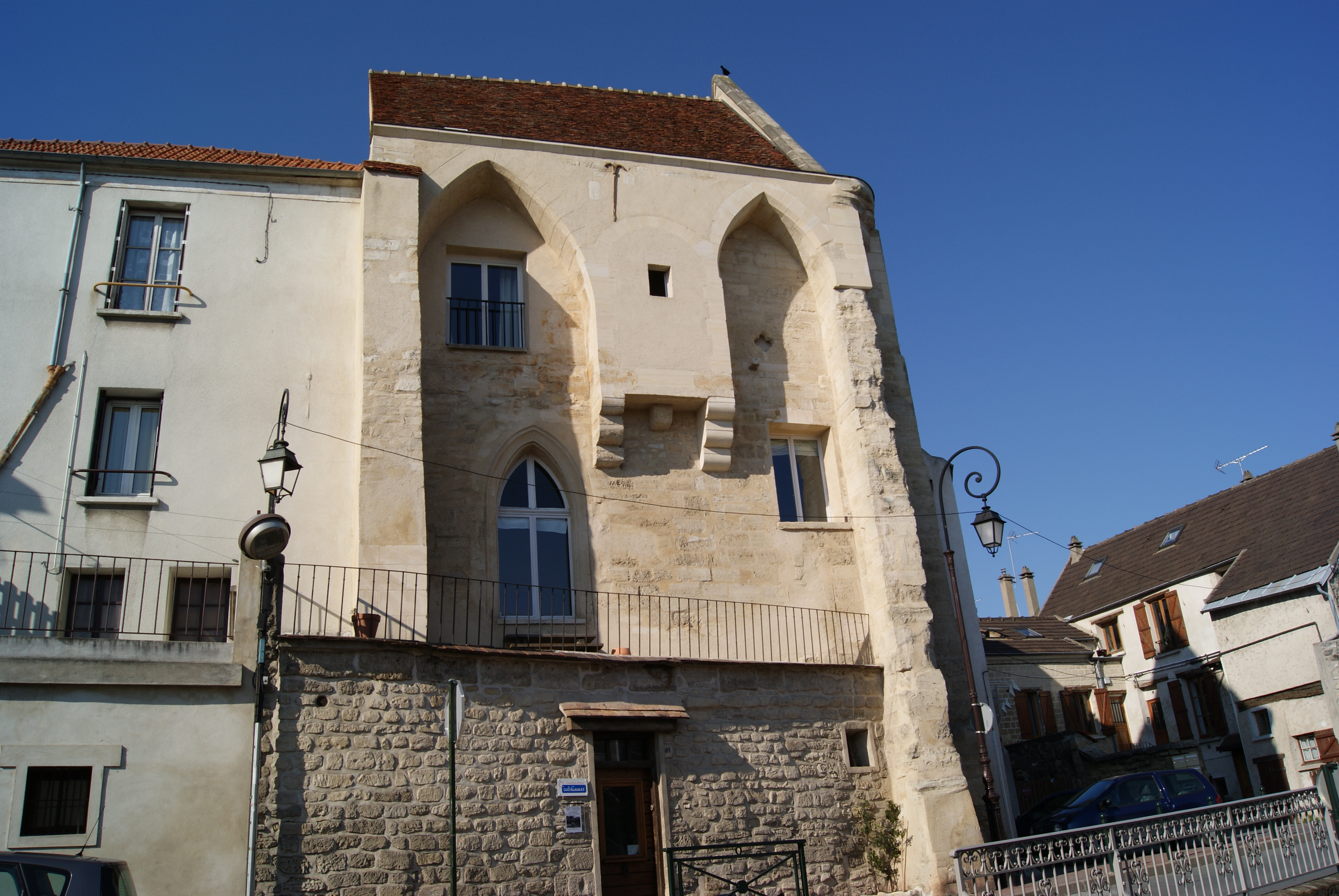
Les vestiges de l'abbaye.

Il reste une partie de la grange aux dîmes, datant du XIIe siècle et aujourd'hui classée monument historique, ainsi que quelques maisons troglodytes.
Par ailleurs, on découvrit, en 1838, lors de travaux effectués dans l'église Saint-Jean-Baptiste, un retable sculpté du second quart du XIIe siècle. Ce retable, en pierre calcaire présente trois scènes : l'Annonciation, la Vierge en majesté, le Baptême du Christ. Unique en son genre par son style (témoignant du passage du roman au gothique, traces de polychromie…), il est aujourd'hui conservé au Musée du Louvre à Paris. Une copie de l'original est visible dans l'église Saint-Jean-Baptiste.
Ancien Régime
De l'Ancien Régime, ont été conservés la mairie et son parc, lieu supposé de résidence de Mademoiselle de la Vallière. Des recherches approfondies dans de nombreux documents disponibles (registres paroissiaux, notariat, archives départementales et nationales) n'ont cependant pas permis de le confirmer.
Le parc, œuvre de Claude Desgots, petit-neveu de Le Nôtre, est classé monument historique. Il a cependant été très endommagé par la tempête de décembre 1999.
La demeure de la comtesse de Bussy, guillotinée à la Révolution en 1794, a été divisée en appartements et est assez endommagée. Elle est cependant visible rue de Bezons.
XIXe siècle et XXe siècle

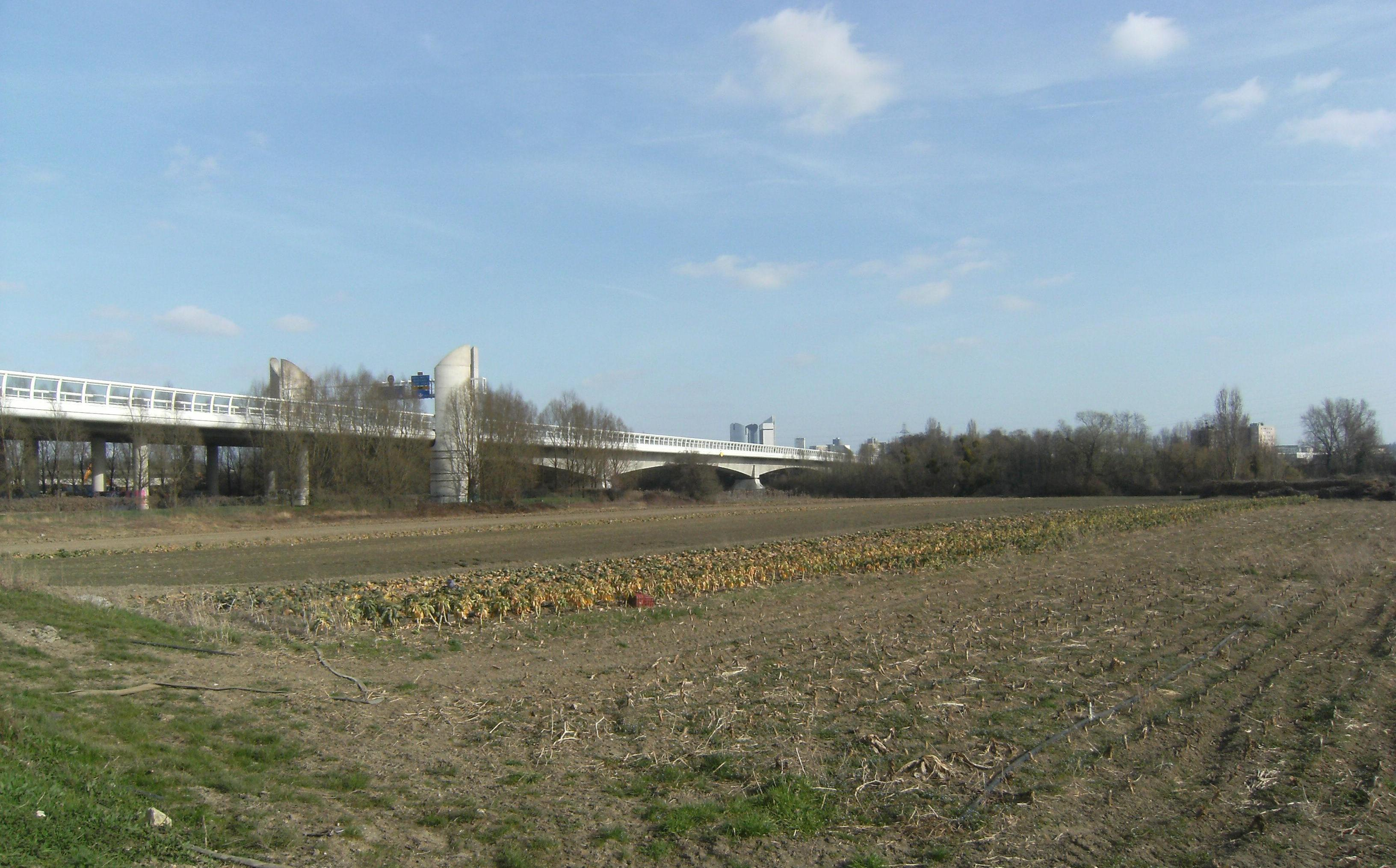
Champs du bord de Seine surplombés par l'autoroute A14.
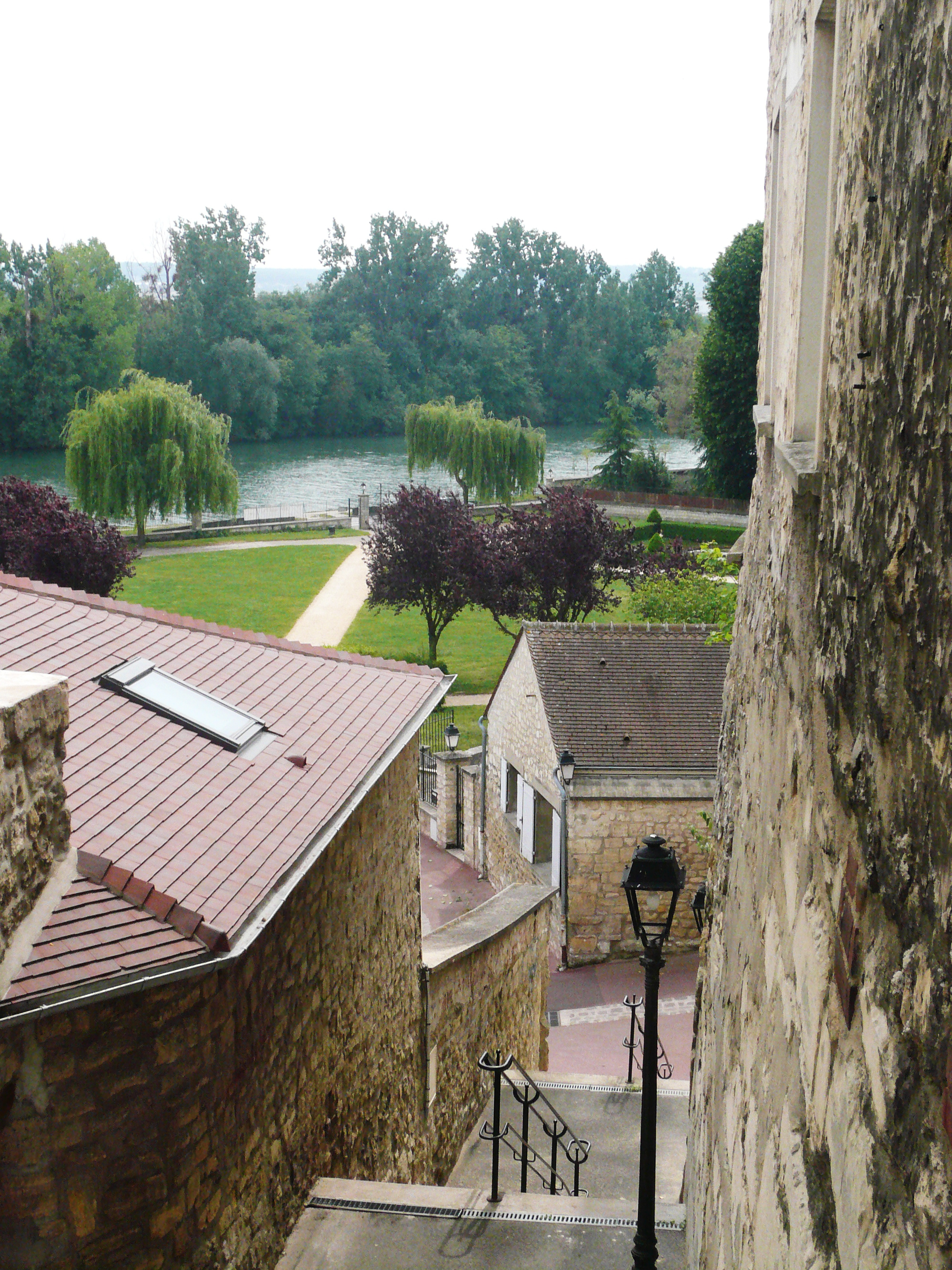
Ruelle du village historique.
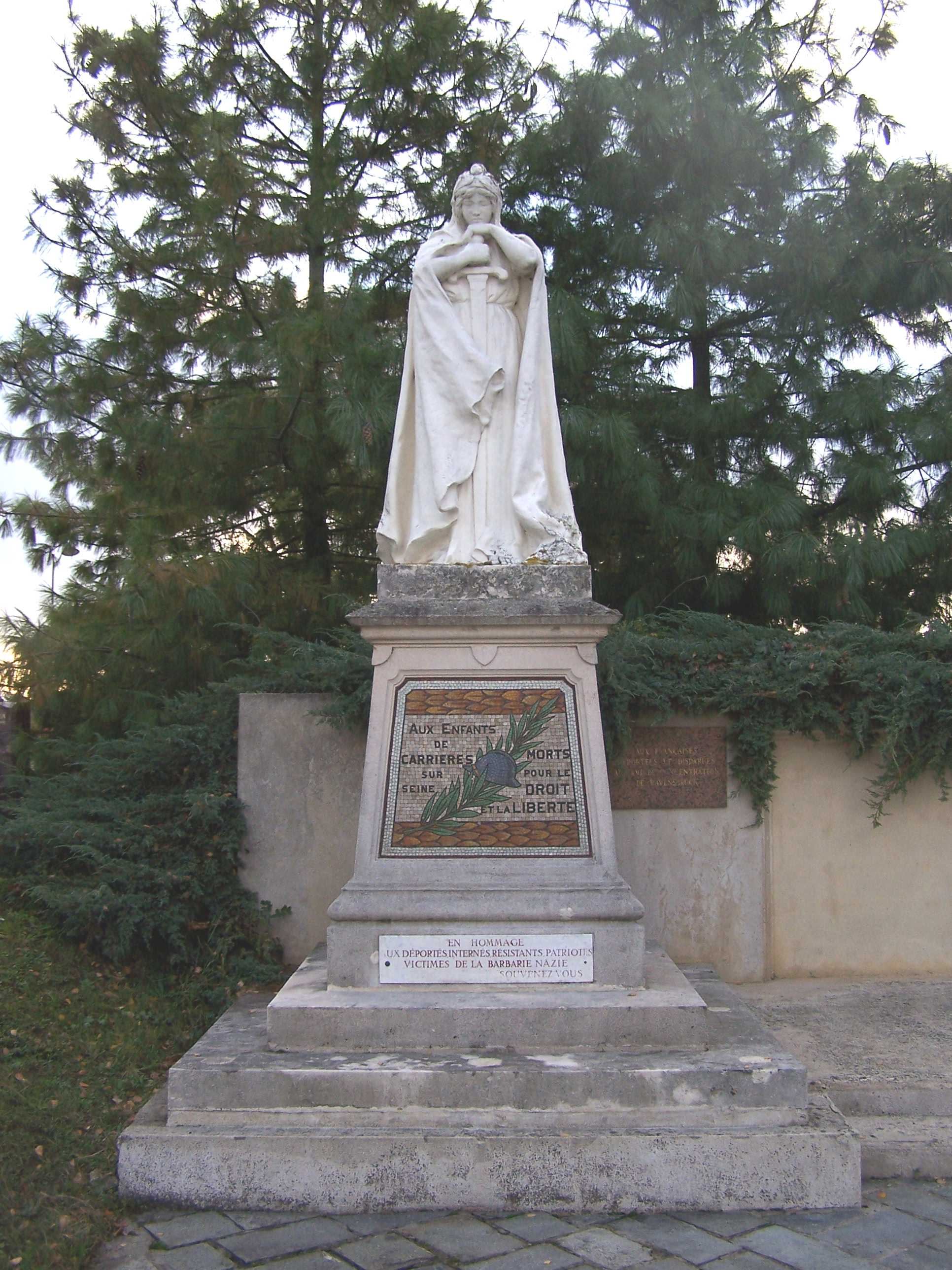
Monument aux morts.
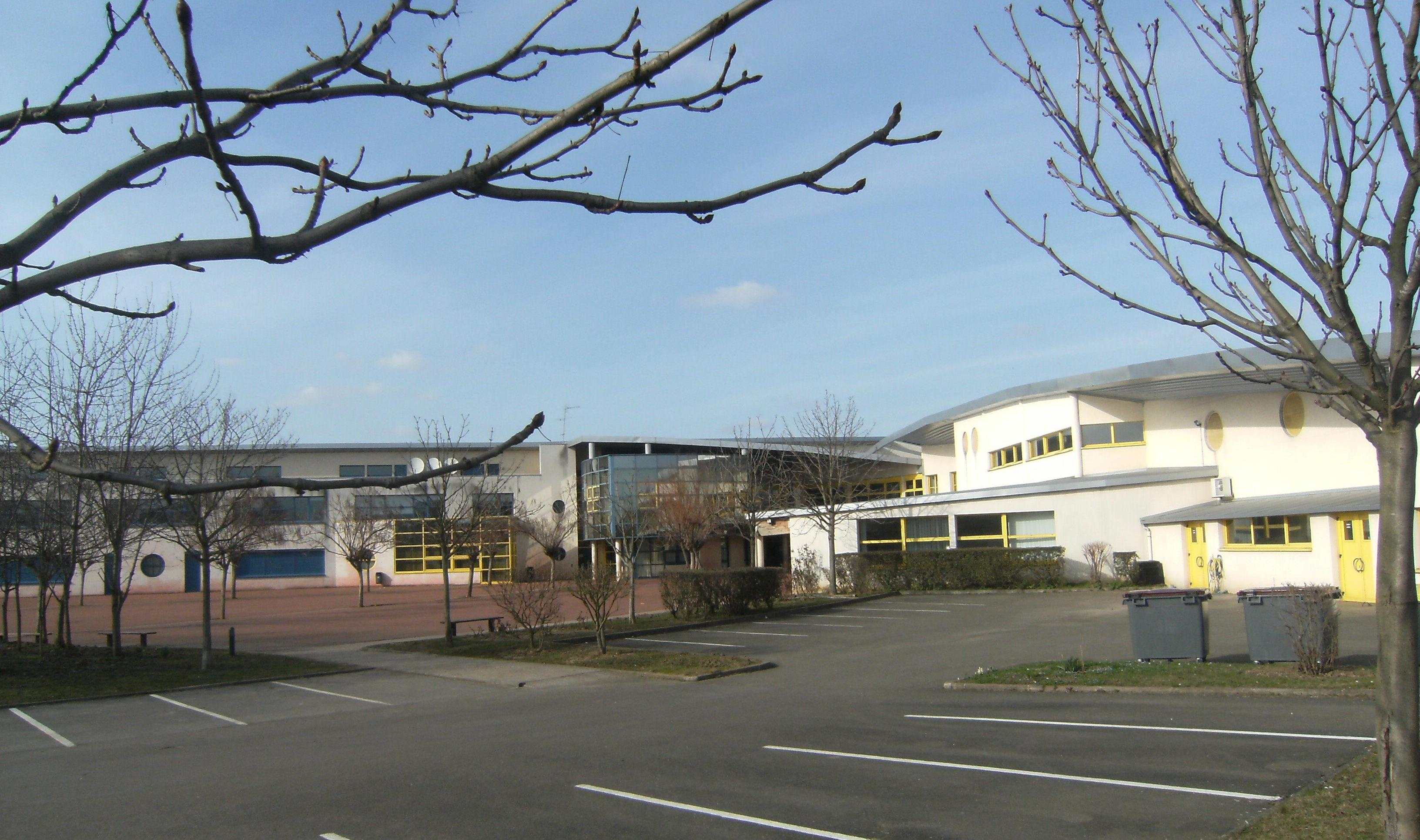
Collège Les Amandiers.

### Peinture impressionniste
En 2002, pour entretenir l'héritage culturel laissé par les Impressionnistes dans les Yvelines, Carrières-sur-Seine, avec huit autres communes riveraines de la Seine, Chatou, Croissy-sur-Seine, Bougival, Louveciennes, Marly-le-Roi, Le Port-Marly, Le Pecq et Noisy-le-Roi, crèe le label et la structure « Pays des Impressionnistes ».

### Carrières-sur-Seine dans les arts et la culture

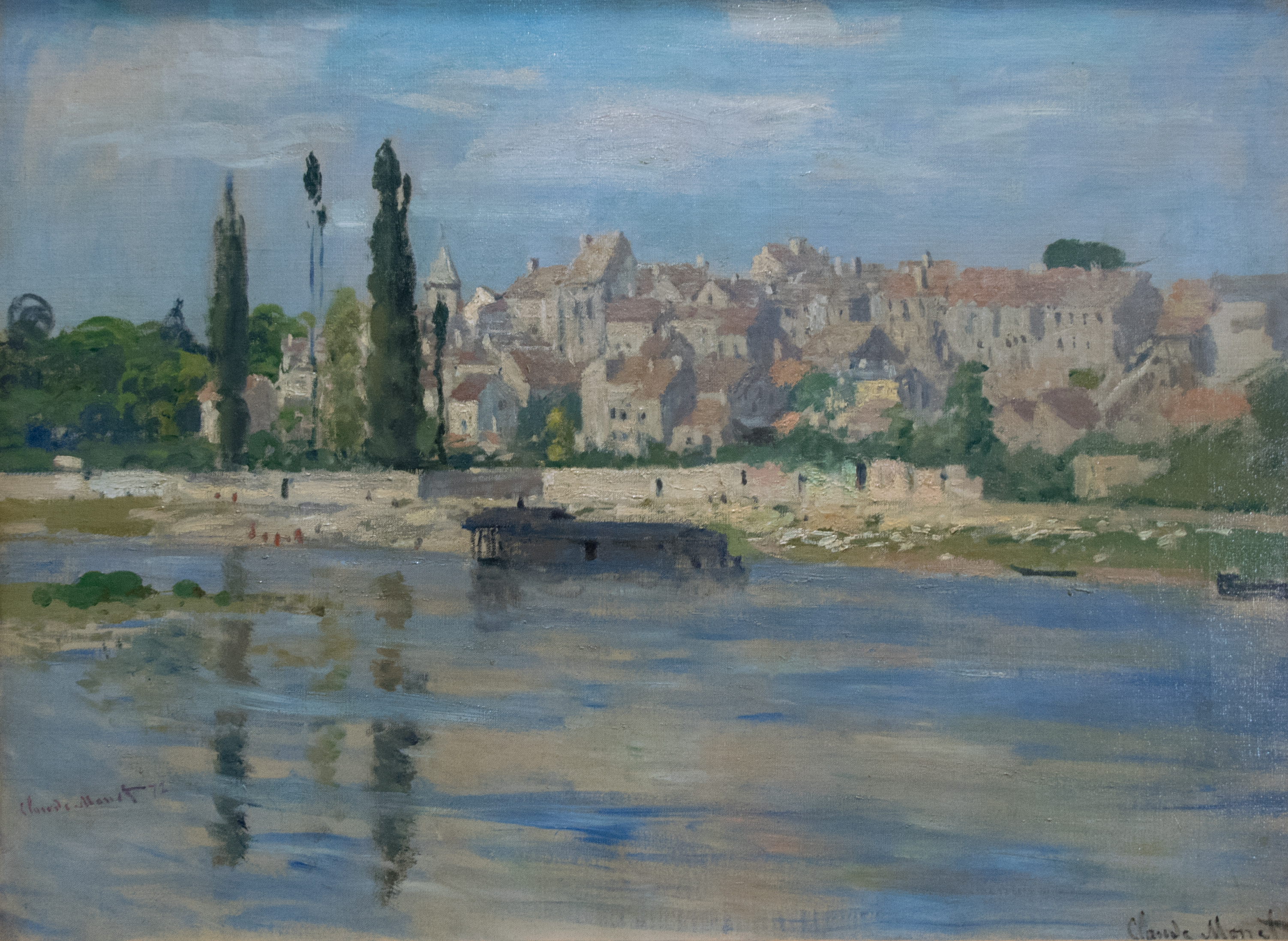
Carrières-Saint-Denis par Claude Monet.

Carrières, proche de Chatou et Bougival, hauts-lieux de l'impressionnisme, a également inspiré les peintres : Claude Monet y a peint Carrières-Saint-Denis en 1872, Maurice de Vlaminck Le Village en 1905 et André Derain en fit un de ses sujets de prédilection. De même, le peintre cubiste Georges Braque peignit un Paysage de Carrières-Saint-Denis en 1909.
Cinéma. L'une des dernières scènes du film L'Alpagueur, avec Jean-Paul Belmondo et Bruno Crémer, indiquée à l'écran comme ayant lieu à Juvisy, a en réalité été tournée à Carrières-sur-Seine[réf. nécessaire].

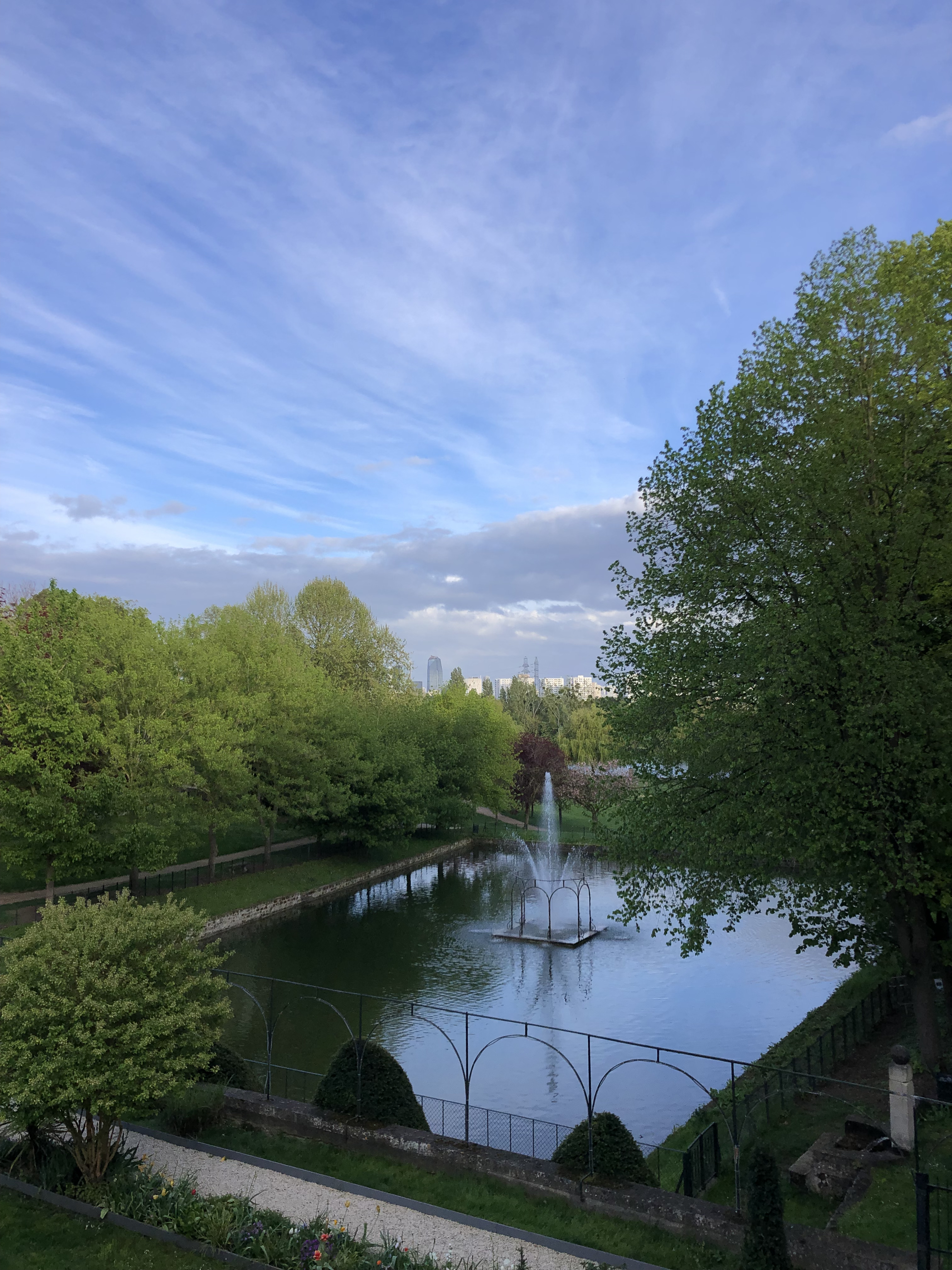
Mairie de Carrières-sur-Seine.

### Personnalités liées à la commune
- Claude-Max Lochu, peintre né en 1951, a vécu de 2002 à 2017 à Carrières-sur-Seine où il a installé son atelier.
- Philippe Candeloro, patineur artistique, habite la commune.
- Norbert Tarayre, cuisinier et animateur français, habite la commune[60].
- Jean-Pierre Ceytaire, peintre français né en 1946, habite la commune.
- Kittie Bruneau, peintre québécoise née à Montréal en 1929, a habité la commune.
- Waldeck L'Huillier, homme politique français, a habité la commune en 1923.
- Gérard Blanc, musicien, chanteur, compositeur, a habité la commune.
- Albert Lecocq et Christiane, cofondateurs de la Fédération française de naturisme (FFN).
- Nicole Garcia, actrice, réalisatrice et scénariste française, a habité la commune.
- Jacques Baratier, metteur en scène français, a habité la commune.
- Ariane Mnouchkine, metteur en scène, fondatrice de la cartoucherie de Vincennes, a habité la commune.
- Philippe de Broca, cinéaste, a habité la commune.
- Franck Mesnel, international de rugby, a habité la commune.
- Julien Lepers, présentateur sur France 3, a habité la commune.

### Héraldique
| Blason de Carrières-sur-Seine | Blason  | De gueules aux trois têtus de carrier d'or rangés en phase, soutenus d'ondes d'argent mouvant de la pointe, au chef cousu d'azur chargé d'un clou de la Passion d'argent accosté de deux fleurs de lys aussi d'or. |
| Blason de Carrières-sur-Seine | Détails | Les tétus (marteaux de carrier) évoquent l'exploitation des carrières de pierre calcaire auxquelles la commune doit son nom, les ondes d'argent, la Seine qui borde le territoire communal à l'est, et le chef rappelle que le village fut longtemps sous la tutelle de l'abbaye de Saint-Denis. Le statut officiel du blason reste à déterminer. |